# ماساتو فوغيوارا
ماساتو فوغيوارا هو فنان قتال مختلط ياباني، ولد في 23 يناير 1976 في اليابان.

## وصلات خارجية
- ماساتو فوغيوارا على موقع شيردوغ (الإنجليزية)